# Сусана Гонсалес
Сусана Гонсалес (на испански: Susana González) е мексиканска актриса и модел. Родена е на 2 октомври 1973 г. в Калера, Мексико.

## Филмография

### Теленовели
- Твоят живот е моят живот (2024) – Паула
- Моят път е да те обичам (2022 – 2023) – Даниела Гаярдо
- Моето богатство е да те обичам (2021 – 2022) – Наталия Роблес де Канту
- Империя от лъжи (2020) – Рената Канту де Арисменди
- Съпругът ми има по-голямо семейство (2018) – Сусана Корсега Диас
- Полетът на Виктория (2017) – Исадора Дънкан
- Кандидатката (2016 – 2017) – Сесилия Агилар
- Страст и сила (2015 – 2016) – Хулия Ваядо Мехия де Гомес Луна
- Сянката на миналото (2014 – 2015) – Роберта Лосада Торес вдовица де Алкосер
- Завинаги любов моя (2013 – 2014) – Исабел Лопес Сердан де Де ла Рива
- Истинската любов (2012 – 2013) – Беатрис Гусман Трехо
- Лишена от любов (2011 – 2012) – Синтия Монтеро Баес
- Да обичаш отново (2010) – Доменика Мондрагон
- Успелите Перес (2009 – 2010) – Алесандра Риналди
- Изпепеляваща страст (2007 – 2008) – Камила Дариен де Саламанка
- Ранени души (2006) – Лиляна Лопес Рейна
- Любовта няма цена (2005 – 2006) – Мария Лис Гонсалес
- Булчински воал (2003 – 2004) – Андреа Пас
- Любов и омраза (2002) – Ана Кристина Роблес
- Приятелки и съпернички (2001) – Анхела Ривейра
- Rayito de luz (2000 – 2001) – Миния
- Коледна песен (1999 – 2000) – Ана Сото дел Монте
- Mujeres engañadas (1999 – 2000) – Ивет дел Саграрио Кампусано
- Циганска любов (1999) – Сока
- Росалинда (1999) – Лус Елена
- Право на любов (1998 – 1999) – себе си
- Preciosa (1998) – Фелина
- Мария Исабел (1997 – 1998) – Елиса
- Чужди чувства (1996 – 1997) – Норма
- Baila conmigo (1992)

### Сериали
- Los simuladores (2009) – Беатрис Ерера
- Mujeres asesinas (2009)
  - Tere, desconfiada (2009) – Тереса Аламия
- S.O.S.: sexo y otros secretos (2007) – Таня
- Hospital El Paisa (2004) – Лусия Гордийо
- ¿Qué nos pasa? (1998) – гост

### Кино
- Chinango (2009) – София
- Cicatrices (2005) – Диана
- Al otro lado (2004) – Каридад
- Silencio profundo (2003)
- ¡Qué vivan los muertos! (1998)
- Atómica (1998)

### Театър
- Burundanga: la droga de la verdad (2013)
- Aventurera (2013) – Елена Техеро
- El Mago de OZ (2012)

## Награди и номинации
Награди ACE
| Година | Категория                      | Теленовела     | Резултат |
| ------ | ------------------------------ | -------------- | -------- |
| 2004   | Най-добра телевизионна актриса | Булчински воал | Печели   |

Награди TVyNovelas (Мексико)
| Година | Категория                           | Теленовела                          | Резултат   |
| ------ | ----------------------------------- | ----------------------------------- | ---------- |
| 2019   | Най-добра актриса в главна роля     | Съпругът ми има по-голямо семейство | Номинирана |
| 2017   | Най-добра актриса в поддържаща роля | Кандидатката                        | Печели     |
| 2016   | Най-добра актриса в поддържаща роля | Сянката на миналото                 | Печели     |
| 2014   | Най-добра актриса в поддържаща роля | Истинската любов                    | Печели     |
| 2008   | Най-добра актриса в главна роля     | Изпепеляваща страст                 | Номинирана |
| 2004   | Най-добра актриса в главна роля     | Булчински воал                      | Номинирана |
| 2002   | Най-добро женско откритие           | Любов и омраза                      | Печели     |

Награди Califa de Oro
| Година | Категория                     | Теленовела          | Резултат |
| ------ | ----------------------------- | ------------------- | -------- |
| 2007   | Най-добра актриса на годината | Изпепеляваща страст | Печели   |

Награди People en Español
| Година | Категория                                | Теленовела      | Резултат |
| ------ | ---------------------------------------- | --------------- | -------- |
| 2012   | Най-добра актриса във второстепенна роля | Лишена от любов | Печели   |